# Arsal
Arsal je libanonské město v okrese Baalbek vzdálené 124 kilometrů severovýchodně od Bejrútu. Převážnou většinu obyvatel tvoří sunnitští muslimové.
Jde o tradiční město ležící na svazích pohoří Antilibanon. Je známé pro výrobu koberců. Oblast je známá jako jedno z mála míst v Antilibanonu s dobrým zásobováním vodou.

## Historie
Na kopcích kolem města se nachází skalní útulky využívané příslušníky Natúfienské kultury.
Během syrské občanské války pronikli na území Libanonu v okolí Arsalu příslušníci potiasadovské opozice včetně bojovníků Fatah al-Islám, Fronty an-Nusrá a ISIS. 9. srpna 2014 získala nad městem kontrolu Libanonská armáda podporovaná hnutím Hizballáh. Sunnitští ozbrojenci hlásící se k Frontě an-Nusra a ISIS stále kontrolují okolní kopce.